# Marie Ujfalvy-Bourdon
Marie Ujfalvy-Bourdon est une voyageuse et ethnologue française (1842-1904). Clarice Virginie Marie Bourdon naît le 12 janvier 1842 à Chartres.

## Travail
Épouse du linguiste et ethnologue Charles-Eugène Ujfalvy de Mezőkövesd à partir de 1868, elle s'occupe au sein du couple du travail de secrétariat, de prise photographique, et de récolte. Elle est admise à la Société de géographie.

## Mépris envers les peuples étudiés
Avec son mari, ils se montrent particulièrement méprisants des populations qu'ils étudient, n'hésitant pas à enlever une mosaïque de Samarkand de son monument pour la rapporter avec eux ou à payer leurs domestiques pour qu'ils volent des crânes dans les cimetières. Cherchant à acquérir les vêtements d'une jeune fille du Cachemire, elle demande aux autorités de la forcer à se dévêtir devant elle pour ensuite les exposer lors de l'exposition universelle de 1878.
Ses récits de voyage sont ponctués de remarques désobligeantes envers les gens qu'elle rencontre, que ce soit en raison de leur religion (Hindous, musulmans), leur ethnie (Kirghiz, tchouprassis, cachemiris) ou maladie (lèpre).

## Ouvrages
- De Paris à Samarkand - Le Ferghanah, le Kouldja et la Sibérie occidentale, Impressions de voyage d’une Parisienne, 1880, éditions Hachette et Cie. Comptant 487 pages, il contient 5 cartes et 273 gravures sur bois, signées d’illustrateurs professionnels représentant paysages, monuments et peuples autochtones
- Marie Ujfalvy-Bourdon, Voyage d'une parisienne dans l'Himalaya occidental, Paris, Hachette, 1887.